# Associazione Sportiva Bari 1969-1970
Questa voce raccoglie le informazioni riguardanti l'Associazione Sportiva Bari nelle competizioni ufficiali della stagione 1969-1970.

## Stagione

### Precampionato e Coppa Italia

Oronzo Pugliese ha sempre sognato di far parte del Bari, prima da calciatore e poi da allenatore.

Per la nuova stagione del Bari in A viene chiamato a sostituire Toneatto il "mago di Turi" Oronzo Pugliese, popolare professionista originario della provincia di Bari e già maestro dello stesso Toneatto. Don Oronzo ha idee ben precise su come strutturare il Bari, ma nonostante De Palo e il suo staff facciano il possibile per accontentarlo, vengono acquistati giocatori dai costi più ridotti rispetto a quelli voluti dal nuovo tecnico, eccetto il famoso centrocampista brasiliano del Napoli, Faustinho Jarbas "Cané", che Pugliese ha chiesto con insistenza. D'interesse anche gli acquisti dell'esperto terzino Carlo Furlanis e del nazionale Under 21 Antonio Toffanin. Lascia la squadra il centravanti Franco Galletti, dopo sei anni di militanza in biancorosso.
Il ritiro estivo si svolge a Manziana, nei pressi del lago di Bracciano. Qui Pugliese inizia a provare i vari assetti tattici e manifesta diverse perplessità; la squadra non convince. Nelle amichevoli si nota la mancanza di spinta a centrocampo; Pugliese preferisce affidarsi più alla corsa di Cané o di altri che all'astuzia di Fara, messo da parte. In Coppa Italia, alla prima gara ufficiale della stagione i pugliesi perdono 7-0 a Firenze, contro i viola campioni d'Italia; i tre punti raccolti contro le altre due toscane del girone regalano al Bari il secondo posto che però non consente ai biancorossi l'accesso al turno successivo.

### Campionato

#### Girone di andata
Nella prima di campionato, il 14 settembre in un della Vittoria saturo di spettatori, nonostante i vari infortuni i biancorossi, sostenuti da un forte tifo vincono 1-0 grazie a un rigore trasformato da Cané (causato da un atterramento in area romanista, ai danni di Pienti): ancora una volta "il mago dei poveri" Pugliese ha battuto il suo vecchio rivale Helenio Herrera, "mago dei ricchi". Dopo la sconfitta rimediata con il Milan la giornata successiva, gli uomini di don Oronzo pareggiano i successivi cinque incontri, di cui quattro a reti inviolate, e colgono una vittoria di misura a Torino su sponda granata, con il torinista Poletti, specialista nei calci di rigore, a sbagliare un penalty. Dalla 9ª giornata, persa 3-0 in casa della Fiorentina, c'è un piccolo calo e Spalazzi inizia ad essere maggiormente battuto, il Bari ottiene quindi altri quattro punti nelle successive sette giornate. Di questa fase, è rimasta agli annali la serrata marcatura di Pasquale Loseto su Gigi Riva, nella gara contro la capolista Cagliari, finita 0-0 fra le mura amiche.

Il presidente Angelo De Palo dissuade i facinorosi, stizziti dall'arbitraggio di Renzo Torelli nella partita Bari-Verona del 29 marzo 1970; la sua opera di persuasione non basterà a evitare ai biancorossi una dura sanzione.

Nel frattempo, dentro e attorno alla squadra si è sviluppata una sorta di diatriba sempre più accesa sul gioco del centrocampo, che Pugliese, accanitamente, preferisce affidare a Cané, mentre la stampa e parte dei tecnici biancorossi propendono per Fara (emblematico l'accaduto della partita contro la Lazio, in cui dopo l'espulsione del biancoceleste Morrone, la scelta di sostituire proprio Fara con Cané, viene molto criticata). Nel mercato suppletivo sono ceduti Correnti, Tentorio e De Nardi, assieme a Fara i maggiori artefici della promozione l'anno precedente (i primi due hanno collezionato a malapena una presenza e quando entrati in campo hanno espresso un gioco gradito a critici e tifosi, il terzo mai entrato in campo). Si diffonde una certa contrarietà fra stampa e tifosi, per come siano stati accantonati questi giocatori e, in parte, lo stesso Fara. Sui media locali le polemiche paiono quasi mettere in secondo piano che, a fine girone d'andata, i pugliesi sono a metà classifica con tredici punti. Tranne che con Verona e Fiorentina, i galletti hanno subìto pochi gol, ma ne hanno segnati altrettanti, 5, di cui uno su rigore.

#### Girone di ritorno
Il girone di ritorno inizia con un netto calo: due punti in otto incontri. Proprio nell'8ª giornata di ritorno, in casa con il Torino, il capitano granata Ferrini mette a segno una rete giudicata di difficile realizzazione sconfiggendo i galletti (0-1). Due giorni dopo, il 10 marzo, il consiglio direttivo "sostituisce temporaneamente" Pugliese con il suo secondo e allievo, Matteucci. Con il nuovo mister, che cambia qualcosa nell'assetto tattico, restituendo a Diomedi il compito di mediano di spinta, i biancorossi interrompono la serie negativa pareggiando prima in casa con la Fiorentina e poi alla Favorita contro il Palermo. Il Bari è ora penultimo, a due punti di distacco dalla zona salvezza. Il 29 marzo, giorno di Pasqua, i baresi pareggiano 1-1 al della Vittoria contro il Verona, incontro caratterizzato da qualche leggero disordine del pubblico di casa per diverse decisioni dell'arbitro Torelli di Milano a scapito della squadra locale (ritenute discutibili), accompagnato da lancio di oggetti in campo.

Pasquale Loseto tenta vanamente di contrastare Gigi Riva in Cagliari-Bari del 12 aprile 1970, sfida che sancì da una parte lo scudetto cagliaritano, e dall'altra la retrocessione barese.

A incontro finito, alcuni gruppi di sostenitori biancorossi aspettarono il direttore di gara all'esterno dello stadio, andando però via dopo aver atteso inutilmente. All'indomani della partita il giudice sportivo Alberto Barbé emette una squalifica di tre turni per lo stadio barese, e assegna agli scaligeri la vittoria a tavolino. Il caso fa clamore: diverse amministrazioni comunali della regione propongono al sindaco di Bari Trisorio Liuzzi, di far ritirare la prima squadra per protesta, e la questione viene discussa persino in Parlamento, con interrogazioni ai Ministri dello sport e degli interni. A Bari, il 30 marzo si svolge una grossa manifestazione pacifica di protesta, a cui partecipano anche anziani e bambini. Il presidente De Palo sporge inutilmente reclamo. Le seguenti gare, giocate in campo neutro, hanno una scarsa affluenza di pubblico. A Cagliari, i padroni di casa battono i galletti 2-0 aggiudicandosi il loro primo, storico scudetto e condannando matematicamente i pugliesi alla retrocessione. Nell'ultima di campionato, a Napoli, vittoria sulla Juventus con doppietta di Fara a rimontare l'iniziale vantaggio di Furino. Il Bari chiude il campionato ancora all'ultimo posto come sei anni prima, con 19 punti, uno in meno delle altre due retrocesse (Palermo e Brescia), con 11 reti segnate.

### Tournée americana e Coppa delle Alpi
Appena una settimana dopo la fine del campionato dirigenti, giocatori e allenatore partono per un'importante tournée in Stati Uniti e Canada, organizzata da Anthony Doria, la "Toronto Cup", un torneo a gironi; qui il Bari affronta tre delle squadre europee più titolate del momento e i giocatori biancorossi vengono omaggiati nelle varie serate di gala.
Agli inizi di giugno, poco prima dei mondiali di calcio del Messico, il club si reca in Svizzera a disputare la Coppa delle Alpi. La formazione pugliese, mancante di Diomedi, Toffanin, Spadetto e Galli (quest'ultimo colpito da una forma d'itterizia), nonostante le numerose parate di Spalazzi perde tre delle quattro gare della prima fase, vincendo solo con la bernese Young Boys, 2-1, e venendo eliminata. A Lugano, poche ore prima della partita con la compagine locale, in albergo il presidente De Palo fa visita alla squadra in compagnia di Lauro Toneatto, presentandolo quale allenatore per la stagione successiva.

## Divise
Le divise per la stagione '69-'70 sono state le seguenti:
| Casa | Trasferta |

## Organigramma societario
Area direttiva
- Presidente: Angelo De Palo
- Segretario generale: Filippo Nitti

Area tecnica
- Allenatore: Oronzo Pugliese fino alla 23ª, Carlo Matteucci dalla 24ª fino al termine
- Secondo allenatore: Carlo Matteucci fino alla 23ª
- Accompagnatore: comm. Angelo Albanese

Area sanitaria
- Medico sociale: dott. Vito Nerini
- Massaggiatore: Chiesa

## Rosa
| N. |                    | Ruolo | Calciatore                |
| -- | ------------------ | ----- | ------------------------- |
|    | Italia (bandiera)  | P     | Gianni Colombo            |
|    | Italia (bandiera)  | P     | Giuseppe Spalazzi         |
|    | Italia (bandiera)  | D     | Mario Colautti            |
|    | Italia (bandiera)  | D     | Carlo Furlanis            |
|    | Italia (bandiera)  | D     | Aurelio Galli             |
|    | Italia (bandiera)  | D     | Pasquale Loseto           |
|    | Italia (bandiera)  | D     | Manlio Muccini (capitano) |
|    | Italia (bandiera)  | D     | Vittorio Spimi            |
|    | Brasile (bandiera) | C     | Cané                      |
|    | Italia (bandiera)  | C     | Claudio Correnti          |
|    | Italia (bandiera)  | C     | Francesco Curatoli        |

| N. |                   | Ruolo | Calciatore             |
| -- | ----------------- | ----- | ---------------------- |
|    | Italia (bandiera) | C     | Marcello Diomedi       |
|    | Italia (bandiera) | C     | Giovan Battista Pienti |
|    | Italia (bandiera) | C     | Marcello Tentorio      |
|    | Italia (bandiera) | C     | Andreej Zuczkowski     |
|    | Italia (bandiera) | A     | Antonio D'Addosio      |
|    | Italia (bandiera) | A     | Agostino De Nardi      |
|    | Italia (bandiera) | A     | Mario Fara             |
|    | Italia (bandiera) | A     | Antonio Toffanin       |
|    | Italia (bandiera) | A     | Alberto Tonoli         |
|    | Italia (bandiera) | A     | Dino Spadetto          |

## Calciomercato

### Sessione estiva
| Acquisti | Acquisti               | Acquisti | Acquisti                                |
| R.       | Nome                   | da       | Modalità                                |
| -------- | ---------------------- | -------- | --------------------------------------- |
| D        | Carlo Furlanis         | Bologna  | definitivo (40 milioni)                 |
| D        | Vittorio Spimi         | Cesena   | definitivo (Vasini e Paganini + 25 mln) |
| C        | Cané                   | Napoli   | definitivo (71 milioni di £)            |
| C        | Giovan Battista Pienti | Reggiana | definitivo (100 mln + Galletti)         |
| C        | Andreej Zuczkowski     | Savona   | definitivo                              |
| A        | Dino Spadetto          | Inter    | definitivo (100 mln)                    |
| A        | Antonio Toffanin       | Reggiana | definitivo                              |

| Cessioni | Cessioni         | Cessioni | Cessioni                                                  |
| R.       | Nome             | da       | Modalità                                                  |
| -------- | ---------------- | -------- | --------------------------------------------------------- |
| D        | Giancarlo Vasini | Cesena   | definitivo (12,5 mln + una parte del cartellino di Spimi) |
| A        | Franco Galletti  | Reggiana | definitivo (100 mln + Pienti)                             |
| A        | Luciano Paganini | Cesena   | definitivo (12,5 mln + una parte del cartellino di Spimi) |

#### Altre operazioni
| Acquisti | Acquisti          | Acquisti | Acquisti                    |
| R.       | Nome              | da       | Modalità                    |
| -------- | ----------------- | -------- | --------------------------- |
| P        | Giuseppe Spalazzi | Bologna  | riscatto prestito (140 mln) |

### Sessione autunnale (novembre)
| Cessioni | Cessioni          | Cessioni | Cessioni   |
| R.       | Nome              | da       | Modalità   |
| -------- | ----------------- | -------- | ---------- |
| C        | Claudio Correnti  | Como     | definitivo |
| C        | Marcello Tentorio | Piacenza | definitivo |
| A        | Agostino De Nardi | Como     | definitivo |

## Risultati

### Serie A

#### Girone di andata
| Arbitro: | Vacchini (Milano) |

|                 |           |  |
| Cané 62’ (rig.) | Marcatori |  |

| Arbitro: | Acernese (Roma) |

|                    |           |  |
| Muccini 28’ (aut.) | Marcatori |  |

| Bari 28 settembre 1969 3ª giornata | Bari                   | 0 – 0 referto | Napoli | Stadio della Vittoria (45000 spett.)\| Arbitro: \| C. Lo Bello (Siracusa) \| |
| Arbitro:                           | C. Lo Bello (Siracusa) |               |        |                                                                              |

| Brescia 5 ottobre 1969 4ª giornata | Brescia           | 0 – 0 referto | Bari | Stadio Mario Rigamonti\| Arbitro: \| D'Agostini (Roma) \| |
| Arbitro:                           | D'Agostini (Roma) |               |      |                                                           |

| Bari 12 ottobre 1969 5ª giornata | Bari               | 0 – 0 referto | Lanerossi Vicenza | Stadio della Vittoria\| Arbitro: \| Picasso (Chiavari) \| |
| Arbitro:                         | Picasso (Chiavari) |               |                   |                                                           |

| Arbitro: | Motta (Monza) |

|            |           |              |
| Perani 45’ | Marcatori | 67’ Spadetto |

| Bari 26 ottobre 1969 7ª giornata | Bari               | 0 – 0 referto | Sampdoria | Stadio della Vittoria\| Arbitro: \| Carminati (Milano) \| |
| Arbitro:                         | Carminati (Milano) |               |           |                                                           |

| Arbitro: | Pieroni (Roma) |

|  |           |          |
|  | Marcatori | 11’ Cané |

| Arbitro: | Angonese (Mestre) |

|                                |           |  |
| Chiarugi 40’, 69’ Esposito 83’ | Marcatori |  |

| Arbitro: | Acernese (Roma) |

|            |           |  |
| Pienti 70’ | Marcatori |  |

| Arbitro: | Vacchini (Milano) |

|                                                        |           |              |
| Maddè 15’ (rig.) Clerici 24’ Mascalaito 59’ Sirena 61’ | Marcatori | 80’ A. Galli |

| Arbitro: | D'Agostini (Roma) |

|                   |           |  |
| Bertini 8’ (rig.) | Marcatori |  |

| Bari 21 dicembre 1969 13ª giornata | Bari             | 0 – 0 referto | Cagliari | Stadio della Vittoria\| Arbitro: \| Sbardella (Roma) \| |
| Arbitro:                           | Sbardella (Roma) |               |          |                                                         |

| Bari 28 dicembre 1969 14ª giornata | Bari           | 0 – 0 referto | Lazio | Stadio della Vittoria\| Arbitro: \| Monti (Ancona) \| |
| Arbitro:                           | Monti (Ancona) |               |       |                                                       |

| Arbitro: | Motta (Monza) |

|                  |           |  |
| Spimi 25’ (aut.) | Marcatori |  |

#### Girone di ritorno
| Arbitro: | De Marchi (Pordenone) |

|          |           |  |
| Peiró 6’ | Marcatori |  |

| Arbitro: | Lo Bello (Siracusa) |

|  |           |                                           |
|  | Marcatori | 1’, 50’, 73’, 80’ (rig.) Prati 17’ Combin |

| Arbitro: | Bernardis (Roma) |

|                    |           |  |
| Improta 75’ (rig.) | Marcatori |  |

| Arbitro: | Sbardella (Roma) |

|                      |           |  |
| Fara 35’ (rig.), 60’ | Marcatori |  |

| Arbitro: | Torelli (Milano) |

|                       |           |  |
| Scala 33’ Facchin 47’ | Marcatori |  |

| Arbitro: | Gussoni (Tradate) |

|  |           |                                  |
|  | Marcatori | 28’ Giuseppe Savoldi 51’ Mujesan |

| Arbitro: | Carminati (Milano) |

|                     |           |  |
| Colautti 21’ (aut.) | Marcatori |  |

| Arbitro: | Giunti (Arezzo) |

|  |           |             |
|  | Marcatori | 57’ Ferrini |

| Arbitro: | Motta (Monza) |

|            |           |             |
| Diomedi 4’ | Marcatori | 6’ Ferrante |

| Palermo 22 marzo 1970 25ª giornata | Palermo               | 0 – 0 referto | Bari | Stadio della Favorita\| Arbitro: \| De Marchi (Pordenone) \| |
| Arbitro:                           | De Marchi (Pordenone) |               |      |                                                              |

| Arbitro: | Torelli (Milano) |

|              |           |                                               |
| 70’ Spadetto | Marcatori | 19’ D'Amato Vittoria al Verona 2-0 a tavolino |

| Arbitro: | Pieroni (Roma) |

|  |           |               |
|  | Marcatori | 57’ Facchetti |

| Arbitro: | De Robbio (Torre Annunziata) |

|                      |           |  |
| Riva 39’ S. Gori 88’ | Marcatori |  |

| Arbitro: | Bianchi (Firenze) |

|                                                         |           |            |
| F. Mazzola 26’ G. Fortunato 60’ Massa 88’ Chinaglia 90’ | Marcatori | 66’ Pienti |

| Arbitro: | Barbaresco (Cormons) |

|               |           |            |
| Fara 50’, 74’ | Marcatori | 16’ Furino |

### Coppa Italia
| Arbitro: | Calì (Roma) |

|                        |           |               |
| Tonoli 3’ Toffanin 50’ | Marcatori | 79’ B. Santon |

| Arbitro: | Panzino (Catanzaro) |

|                                                                        |           |  |
| Maraschi 7’, 36’, 51’ Amarildo 40’ Merlo 42’ De Sisti 77’ Chiarugi 87’ | Marcatori |  |

| Arezzo 7 settembre 1969 girone preliminare 1 - 3ª giornata | Arezzo                    | 0 – 0 referto | Bari | Stadio Comunale\| Arbitro: \| Campanini (Finale Emilia) \| |
| Arbitro:                                                   | Campanini (Finale Emilia) |               |      |                                                            |

### Coppa delle Alpi
| Arbitro: | Kamber |

|                                                         |           |          |
| Paolucci 22’ Sunderman 33’ (rig.) Rahmen 68’ Reisch 87’ | Marcatori | 53’ Fara |

| Arbitro: | Acernese (Milano) |

|                                                                                |           |                   |
| Volkert 16’ (rig.) Spimi 17’ (aut.) Quentin 51’ Künzli 55’, 65’ Martinelli 56’ | Marcatori | 27’ Fara 90’ Cané |

| Arbitro: | Motta (Monza) |

|                    |           |                          |
| Mueller 54’ (rig.) | Marcatori | 23’ (rig.) Fara 75’ Cané |

| Arbitro: | Galmann |

|                      |           |  |
| V. Gottardi 18’, 25’ | Marcatori |  |

## Statistiche

### Statistiche di squadra
| Competizione     | Punti | In casa | In casa | In casa | In casa | In casa | In casa | In trasferta | In trasferta | In trasferta | In trasferta | In trasferta | In trasferta | Totale | Totale | Totale | Totale | Totale | Totale | DR  |
| Competizione     | Punti | G       | V       | N       | P       | Gf      | Gs      | G            | V            | N            | P            | Gf           | Gs           | G      | V      | N      | P      | Gf     | Gs     | DR  |
| ---------------- | ----- | ------- | ------- | ------- | ------- | ------- | ------- | ------------ | ------------ | ------------ | ------------ | ------------ | ------------ | ------ | ------ | ------ | ------ | ------ | ------ | --- |
| Serie A          | 19    | 13      | 3       | 6       | 4       | 5       | 12      | 17           | 3            | 3            | 11           | 6            | 23           | 30     | 6      | 9      | 15     | 11     | 35     | -24 |
| Coppa Italia     | -     | 1       | 1       | 0       | 0       | 2       | 1       | 2            | 0            | 1            | 1            | 0            | 7            | 3      | 1      | 1      | 1      | 2      | 8      | -6  |
| Coppa delle Alpi | -     | 0       | 0       | 0       | 0       | 0       | 0       | 4            | 1            | 0            | 3            | 5            | 13           | 4      | 1      | 0      | 3      | 5      | 13     | -8  |
| Totale           | -     | 14      | 4       | 6       | 4       | 7       | 13      | 23           | 4            | 4            | 15           | 11           | 43           | 37     | 8      | 10     | 19     | 18     | 56     | -38 |

### Statistiche dei giocatori
| Giocatore     | Serie A  | Serie A | Coppa Italia | Coppa Italia | Coppa Alpi | Coppa Alpi | Totale   | Totale |
| Giocatore     | Presenze | Reti    | Presenze     | Reti         | Presenze   | Reti       | Presenze | Reti   |
| ------------- | -------- | ------- | ------------ | ------------ | ---------- | ---------- | -------- | ------ |
| Cané          | 22       | 2       | ?            | 0            | ?          | 2          | 22+      | 4      |
| M. Colautti   | 28       | 0       | ?            | 0            | ?          | 0          | 28+      | 0      |
| G. Colombo    | 0        | 0       | ?            | ?            | ?          | ?          | 0+       | 0+     |
| C. Correnti   | 3        | 0       | ?            | 0            | 0          | 0          | 3+       | 0      |
| F. Curatoli   | 2        | 0       | ?            | 0            | ?          | 0          | 2+       | 0      |
| A. D'Addosio  | 13       | 0       | ?            | 0            | ?          | 0          | 13+      | 0      |
| A. De Nardi   | 0        | 0       | 0            | 0            | 0          | 0          | 0        | 0      |
| M. Diomedi    | 23       | 1       | ?            | 0            | 0          | 0          | 23+      | 1      |
| M. Fara       | 30       | 4       | ?            | 0            | ?          | 3          | 30+      | 7      |
| C. Furlanis   | 25       | 0       | ?            | 0            | ?          | 0          | 25+      | 0      |
| A. Galli      | 18       | 1       | ?            | 0            | 0          | 0          | 18+      | 1      |
| P. Loseto     | 26       | 0       | ?            | 0            | ?          | 0          | 26+      | 0      |
| M. Muccini    | 28       | 0       | ?            | 0            | ?          | 0          | 28+      | 0      |
| G.B. Pienti   | 26       | 2       | ?            | 0            | ?          | 0          | 26+      | 2      |
| D. Spadetto   | 17       | 1       | ?            | 0            | 0          | 0          | 17+      | 1      |
| G. Spalazzi   | 30       | -34     | ?            | ?            | 4          | ?          | 34+      | -34+   |
| V. Spimi      | 30       | 0       | ?            | 0            | ?          | 0          | 30+      | 0      |
| M. Tentorio   | 1        | 0       | ?            | 0            | 0          | 0          | 1+       | 0      |
| A. Toffanin   | 12       | 0       | ?            | 1            | 0          | 0          | 12+      | 1      |
| A. Tonoli     | 11       | 0       | ?            | 1            | ?          | 0          | 11+      | 1      |
| A. Zuczkowski | 10       | 0       | ?            | 0            | ?          | 0          | 10+      | 0      |